# 107 км (роз'їзд)
107 кіломе́тр — залізничний роз'їзд Кримської дирекції Придніпровської залізниці на лінії Владиславівка — Феодосія.
Розташований у селищі Вузлове Кіровського району АР Крим між станціями Владиславівка (6 км) та Айвазовська-Вантажна (6 км).
На роз'їзді зупиняються приміські поїзди.